# Ayia Napa
Ayia Napa el. Agia Napa (græsk: Αγία Νάπα) er en by og et populært turistmål på den sydøstlige del af Cypern. Byen er et af de mest populære rejsemål på øen, både på grund af badevenlige strande ved kysten til Middelhavet, samt et natteliv der tiltrækker mange unge fra hele Europa. Fra Larnaca International Airport er ca. 58 km til Ayia Napa.